# EC KAC

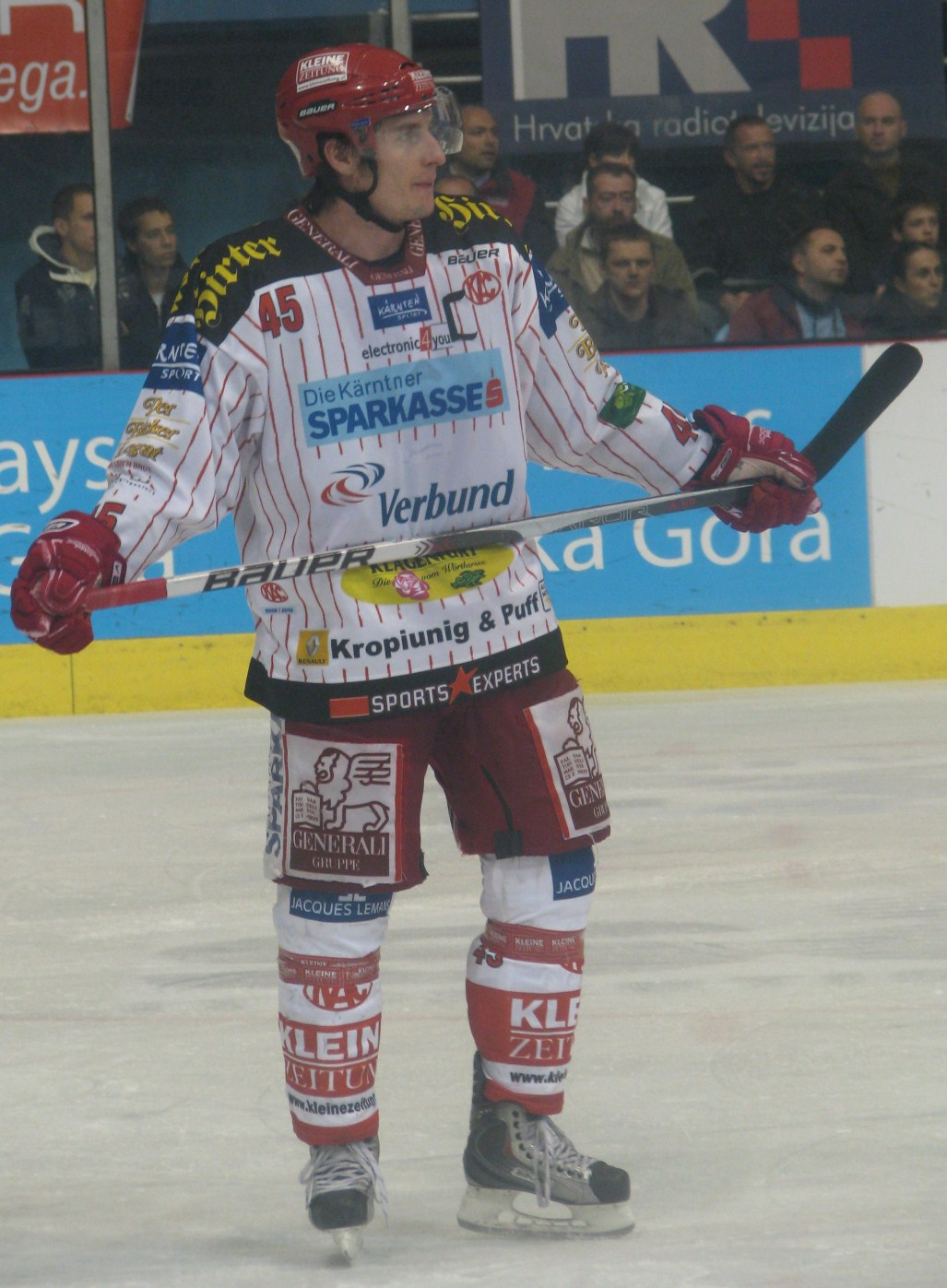
Oud-speler David Schuller

EC KAC (Klagenfurter Athletiksport-Club) is de meeste succesvolle ijshockeyclub van Oostenrijk. De club speelt in het Stadthalle Klagenfurt in de stad Klagenfurt, Karinthië. EC KAC is 22 keer kampioen van Oostenrijk geworden. De club komt nu uit in de Österreichische Eishockey-Liga, de hoogste Oostenrijkse ijshockey-divisie.